# Dumitru-Viorel Focșa
Dumitru-Viorel Focșa (n. 18 septembrie 1965, Lumina, Constanța, România) este un deputat român, ales în 2020 în județul Constanța din partea Alianței pentru Unirea Românilor (AUR).